# Nada en la nevera
Nada en la nevera es una película española dirigida por Álvaro Fernández Armero, del año 1998. Definida por Armero como "una comedia neurótica de treintañeros en la segunda edad del pavo, y está muy bien definida".

## Argumento
Cuenta  la historia de Carlota (María Esteve) y Jose Mari / N.º 1 (Coque Malla), una pareja que se ama pero que al parecer es incapaz de estar junta. Contada desde el ángulo de cada uno de los protagonistas, empieza Carlota explicando su historia y luego N.º 1 entrelaza su relato de los hechos con el de Carlota, permitiendo al espectador apreciar el porqué de su actitud grosera hacia ella.
La película trata de la búsqueda de la felicidad, de la soledad, de la obsesión por encontrar pareja.

## Reparto
| Intérprete           | Personaje              |
| -------------------- | ---------------------- |
| María Esteve         | Carlota                |
| Coque Malla          | Número Uno             |
| Roberto Álvarez      | Rodrigo                |
| Laura Aparicio       | Juan                   |
| Paul Zubillaga       | Santi                  |
| Itziar Miranda       | Natalia                |
| Paulina Gálvez       | Rubia                  |
| Luis Hostalot        | Jefe Samur             |
| Santiago Lajusticia  | Anaconda               |
| Chacho Carreras      | Empleado Camas         |
| Manuel Morón         | Encargado Ayuntamiento |
| Abelardo P. Gabrifi  | Dueño Pizzería         |
| Daniel González      | Cocinero Pizzería      |
| Janfri Topera        | Marido Infiel          |
| Carmen Balagué       | Mujer Marido Infiel    |
| Alex Moreu           | Dependiente Cómics     |
| Ana Aladro           | Presentadora           |
| Joshean Mauleón      | Camarero               |
| David Jareño Jr.     | Chipi                  |
| Bárbara de Lema      | Bailarina              |
| Azucena de la Fuente | Directora Colegio      |
| Talia del Val        | Niña Carlota 1         |
| Patricia Villena     | Niña Carlota 2         |
| Carlos Fabiani       | Socorrista             |
| Mario Arias          | Enfermero              |
| Miguel Bardem        |                        |